# Panoplia

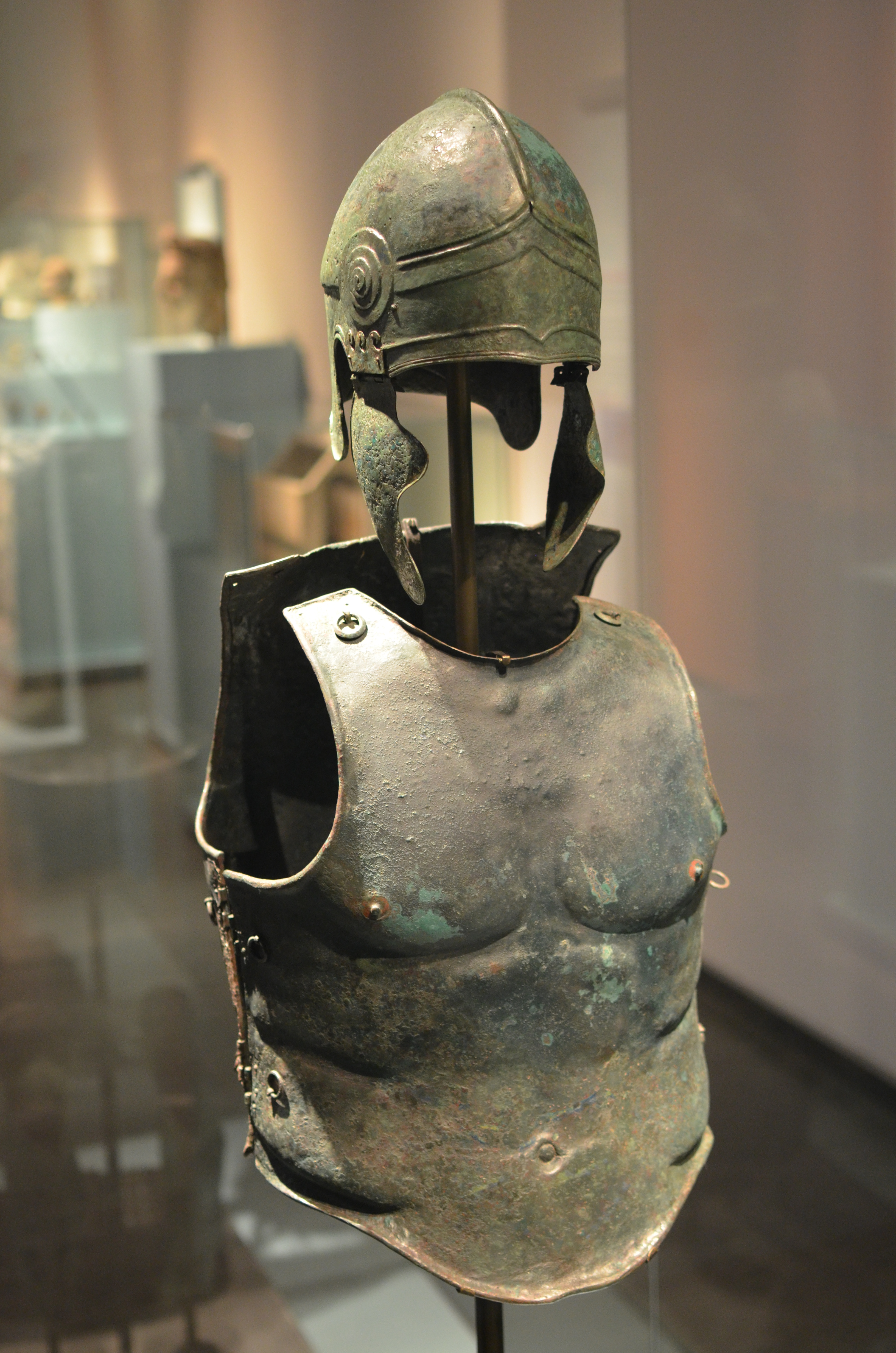
Casco de bronce y coraza de una panoplia griega antigua (330 a. C.), en exhibición en el Museo de antigüedades de Leiden.

La palabra panoplia significa "colección de armamento". Esta palabra viene del griego antiguo πανοπλία, panoplía, compuesta por pan (todo), y hóplon (armas en general o el escudo en concreto, según el autor). Teóricamente la palabra significaría una colección de todas las armas.
Una panoplia es una vestimenta completa de armadura, la armadura completa de un hoplita o de cualquier soldado fuertemente armado. Por ejemplo el escudo (aspís), la coraza (thṓrax), la hombrera (epibraxiōníon), la ventrera (mitra), el casco (krános), la muslera (paramērídion), la greba (knēmis), la tobillera (episphýrion), la protección del antebrazo (epipēkhýon), la protección del pie (epipodíon) junto con la espada (xíphos) y la lanza (dóry). La panoplia del hoplita podía llegar a pesar unos 35 kg.

## Edad Media
Aplicado a las armaduras de fechas más tardías, panoplia no se usa hasta finales del siglo XVI y principios del siglo XVII para referirse a la completa indumentaria de blindaje para cubrir todo el cuerpo.

## En la cultura popular
Debido a que la panoplia es un conjunto de varios elementos, esta palabra pasó a significar también cualquier colección impresionante.